# ムアンパヤオ郡
座標: 北緯19度11分30秒 東経99度52分42秒 / 北緯19.19167度 東経99.87833度
ムアンパヤオ郡（ムアンパヤオぐん）はタイ北部・パヤオ県にある郡（アムプー）である。パヤオ県の県庁所在地は、ムアンパヤオ市（ムアン）である。

## 名称
古くプーカームヤーオ (ภูกามยาว) あるいはプーヤーオ (ภูยาว) つまり、「長い山脈」、「長い山」と呼ばれていた。パヤオはこれが訛った物だと言われている。

## 歴史
詳細はパヤオ王国を参照。
12世紀頃、グンヤーンのラーオ族の君主であったラーオグン王がチョームタムと呼ばれる王子を派遣してパヤオを建設し都市国家（ムアン）となった。これはタイ族の国家ラーンナー王朝やスコータイ王朝の成立よりも早い。パヤオ初期のコミュニティーは「ナムタオ」と呼ばれる地域でイン川とパヤオ湖の糊口の北岸にあったが、1174年、シンハラートに町は拡大された。
ガムムアン王の時代パヤオはラーンナーやスコータイと同盟を結ぶまで勢力を拡大したが14世紀にはラーンナーの覇権下に入った。その後、歴史的に重要なイベントはパヤオでは起こっていないが、水が豊富であり土地が肥えていることからチエンラーイの上流にあって都市として栄えた。また軍事的にはナーンやプレーの攻撃拠点となり、チエンマイの王も親族や重臣を国主に任命するなど、パヤオはラーンナーの覇権下でもそれなりの重要性を持った都市であった。
その後パヤオはチエンラーイ県の郡にすぎず、元々ムアンパヤオ郡と呼ばれていたがムアンが県庁所在を連想させることから1983年ムアンの語がはずされパヤオ郡となった。1977年8月28日、パヤオを県とする法律が施行され、パヤオを中心とする地域は県としての法人格を有することとなり、その中心地であるパヤオは県庁所在地となり、再びムアンパヤオ郡と呼ばれることになった。

## 地理
東西と南は山地であり、南よりはむしろ北側のチエンラーイに向かって開けている。イン川の上流地帯にあり、市街地の東部にパヤオ湖が広がる。
交通は南北に国道一号線（パホンヨーティン通り）が通っており、北はチエンラーイに通じ南はバンコクまで通じている。西には国道120号線、118号線が通り、チエンマイと結ばれている。また国道1251号線、1091号線で東のナーンと結ばれている。

## 経済
市内の主要な産業は農業で、ほとんどが米農家である。他、パヤオ湖に自制しているホテイソウ (ผักตบชวา,
Einchhornia crassipes) の強力な繊維を用いて作った、鞄などの手工芸品なども生産している。

## 行政区分
市内は15のタムボンに分かれ、171の村（ムーバーン）がその下位に存在する。自治体（テーサバーン）が設置されており以下のようになっている。
- テーサバーンムアン・パヤオ・・・タムボン・ウィエンとタムボン、メータム全体

また13のタムボン行政体（オンカーンボーリハーンスワンタムボン）が設置されている。なお以下における欠番のタムボンは分離してプーカームヤーオ郡になったタムボンである。
1. タムボン・ウィエン・・・ตำบลเวียง
2. タムボン・メータム・・・ตำบลแม่ต๋ำ

1. タムボン・メーナールア・・・ตำบลแม่นาเรือ
2. タムボン・バーントゥン・・・ตำบลบ้านตุ่น
3. タムボン・バーンタム・・・ตำบลบ้านต๊ำ
4. タムボン・バーントーム・・・ตำบลบ้านต๋อม
5. タムボン・メーピン・・・ตำบลแม่ปีม

1. タムボン・メーカー・・・ตำบลแม่กา
2. タムボン・バーンマイ・・・ตำบลบ้านใหม่
3. タムボン・チャムパーワーイ・・・ตำบลจำป่าหวาย
4. タムボン・ターワントーン・・・ตำบลท่าวังทอง
5. タムボン・メーサイ・・・ตำบลแม่ใส
6. タムボン・バーンサーン・・・ตำบลบ้านสาง
7. タムボン・ターチャムピー・・・ตำบลท่าจำปี
8. タムボン・サンパームアン・・・ตำบลสันป่าม่วง